# Das deutsche Volk klagt an
Das deutsche Volk klagt an ist ein Buch von Maximilian Scheer, welches anonym 1936 im Pariser Exil erschien und einen Überblick über die Rechtsbrüche, Morde, Hinrichtungen, Konzentrationslager und Gleichschaltungsmaßnahmen des frühen NS-Regimes präsentiert. Als Co-Autoren fungierten Bruno und Nico, mutmaßlich Erich Birkenhauer und Bruno Meisel, zwei kommunistische Emigranten aus Deutschland. Der Untertitel des Buches lautete Hitlers Krieg gegen die Friedenskämpfer in Deutschland. Ein Tatsachenbuch. Die französische Erstausgabe erschien 1937 mit einem Vorwort von Romain Rolland ebenfalls in Paris, deren zweite Auflage wurde 1938 gedruckt.

## Rang
„Dieses Buch ist eine Anklageschrift. Durch sie wird die Tyrannei gegen das deutsche Volk aufgedeckt, die Methoden der blutigen Unterdrückung nachgezeichnet, ein Volk hinter Stacheldraht abgebildet, die Legalisierung des Terrors belegt, eine Statistik des Grauens veröffentlicht, der Widerstand der Menschen skizziert. […] Die Anklage wird 1936 erhoben, aus dem Pariser Exil des Autors Maximilian Scheer, der […] diese […] mit namentlich unbenannten Mithelfern veröffentlichte. Für die ersten 40 Monate nach der sogenannten Machtergreifung Adolf Hitlers werden von Januar 1933 bis Anfang 1936 Fakten dokumentiert, die das nationalsozialistische Deutschland als entfesselte Mörderbande entlarven. Das, was dabei besonders bedrückt, ist der Umstand, dass die meisten der sorgfältig und systematisch zusammengetragenen Fakten aus Quellen stammen, die in Deutschland öffentlich zugänglich waren. Man musste nur lesen und sehen können.“

## Entstehungsgeschichte
Das Buch war ein Auftragswerk. Scheer wurde im Sommer 1936 von der Editions du Carrefour in Paris VI beauftragt, binnen vier Wochen das Werk fertigzustellen. Finanziert wurde das Buch mit Mitteln der Kommunistischen Internationale, deren Repräsentant Willi Münzenberg den Gründer des Verlags, den Schweizer Pierre G. Lévy, bei der Herausgabe unterstützte. Seitens des Verlages wurde dem Hauptautor ein Mitarbeiter mit dem Decknamen Bruno beigegeben. Scheer kannte aus Sicherheitsgründen nur den Vornamen. Später kam auch Nico dazu, der im Thälmann-Komitee für die Freilassung des KPD-Parteivorsitzenden aus dem Gefängnis Moabit kämpfte. Der Reprint von 2012 nennt als mutmaßliche Co-Autoren Erich Birkenhauer und Bruno Meisel, Dorothée Bores nennt nur „Bruno [Frei?]“.
Die drei Autoren nutzen vor allem die Deutsche Freiheitsbibliothek am Boulevard Arago, die 1934 am ersten Jahrestag der ersten Bücherverbrennung im Dritten Reich von Alfred Kantorowicz als Bibliothek der verbrannten Bücher gegründet wurde und die auch eine Reihe deutscher Tageszeitungen und Zeitschriften umfasste. Die Autoren verwendeten überwiegend bereits veröffentlichte Fakten und Aussagen, vor allem solche aus dem Dritten Reich. Scheer im Rückblick 1964: „Ich arbeitete täglich bis tief in die Nacht. Bruno half mit einigen Kapiteln. Aber wir schafften es nicht. Nico vom Thälmannkomitee übernahm einiges. In sechs Wochen war das Buch fertig.“
Zwecks Schutzes der Autoren erschien das Buch anonym. Trotzdem erging 1940 ein Todesurteil der NS-Justiz gegen den Hauptautor Maximilian Scheer, welches freilich nicht vollstreckt werden konnte, weil Scheer bereits mit seiner Familie nach Lissabon geflüchtet war, von wo aus er unter falschem Namen nach New York emigrieren konnte. Birkenhauer hingegen überlebte die dramatischen Jahre nicht. Er wurde nach Moskau beordert, dort zuerst 1939 zu zwölf Jahren Arbeitslager, schließlich aber 1941 zum Tode verurteilt und hingerichtet. Über das weitere Schicksal von Bruno Meisel ist nichts Gesichertes bekannt.
Die Erstausgabe wurde unter anderem von Klaus Mann und Ludwig Renn rezensiert.

## Das Buch
Die Erstausgabe des Buches war in sechs Kapitel „Die Tyrannei gegen das deutsche Volk“, „Die Methoden der blutigen Unterdrückung“, „Die Legalisierung des Terrors“, „Eine Statistik des Grauens“, „Warum und für wen?“ und „Der Widerstand eines Volkes“ gegliedert. Beim Nachdruck aus dem Jahr 2012 kam das Kapitel „Ein Volk hinter Stacheldraht“ hinzu. Im knappen Vorwort des Verfassers heißt es unter anderem: „Dieses Buch will dem Frieden dienen. […] Möge der Appell des deutschen Volkes nicht ungehört verhallen! Wenn er gehört wird, kann vom deutschen Volk und von der Welt die Gefahr millionenfachen Todes in einem neuen Kriege abgewandt werden.“ Im Anhang findet sich die Lager- und Disziplinarordnung des Konzentrationslagers Esterwegen, beigelegt ist eine Übersichtskarte über die Konzentrationslager, Zuchthäuser und Gefängnisse in Deutschland – „die in die Tausende gingen.“

### Die Tyrannei gegen das deutsche Volk
Das erste Kapital ist in drei Abschnitte unterteilt. Der erste Abschnitt (21–38) beschreibt den Weg zum Totalen Staat, die Gleichschaltung und die Kriegsabsichten des NS-Regimes, und er beginnt mit zwei Zitaten: „Wir sind nicht und wollen nicht sein das Land Goethes und Einsteins. Eben gerade das nicht.“ Und: „Machtdünkel und persönlicher Ehrgeiz haben Herrn Adolf Hitler auf den Posten gerufen … Er verdreht alle Tatsachen … Lasst Euch nicht irreführen, Hitler ist Demagoge und stützt sich nur auf seine Rednergabe, er glaubt damit das deutsche Volk irrezuführen und Euch besondere Dinge aufzuschwatzen, die alles andere sind als die Wahrheit.“ Diese Charakterisierung stammte von Julius Streicher und Anton Drexler, die den „Führer“ schon früh eng und gut kannten. Im ersten Abschnitt beschreiben die Autoren Die Opfer des Vorkriegs, mehr als 200.000 politische Gefangene in Zuchthäusern und Konzentrationslagern, und unter dem Zwischentitel Die Meute entfesselt, wie SA und SS Kommunisten und Sozialisten überfielen. Weiters wird geschildert, wie KPD und SPD ihrer Parteizeitungen beraubt, wie pazifistische Organisationen verboten bzw. zur „Selbstauflösung“ gezwungen und wie die Gewerkschaften zerschlagen wurden. Zentrales Thema ist, wie Hitler zwar in den Reichstagswahlen vom 5. März 1933 keine Mehrheit gewann, sich aber durch das Kassieren zuerst der 81 KPD-Mandate und schließlich auch der 120 SPD-Mandate, sowie durch das Gewinnen bzw. Verhaften von zehn bürgerlichen Mandaten sogar die Zwei-Drittel-Mehrheit verschaffte. Weiters beschreibt dieser Abschnitt, wie Juden „gehetzt“, Protestanten „verfolgt“, Katholiken „terrorisiert“ und die bürgerlichen Parteien von den Nazis „zertrümmert“ wurden.
Im zweiten Abschnitt (39–49) wird der „Betrieb als Kaserne“ und die Beseitigung von Koalitionsrecht, Freizügigkeit und Gerichtsschutz nachgezeichnet, weiters der Zwang zur Denunziation in Arbeitsbüchern, das Sinken der Löhne und die Steigerung der Lebenshaltungskosten, wie der Mittelstand „ruiniert“ und der Bauer „betrogen“ wurde, wie Rund 13 Millionen in grösster Not leben mussten und wofür die umverteilten Mittel verwendet wurden: Die Millionen dienen der Aufrüstung.
Der dritte Abschnitt (51–87) listet auf 17 Seiten rund tausend Wissenschaftler, die von den Nazi aus rassistischen, politischen oder homophoben Gründen aus Universitäten und wissenschaftlichen Einrichtungen vertrieben wurden, und auf 4 Seiten jene 151 bürgerlichen Zeitungen und Zeitschriften, die zwischen Mai 1933 und Mai 1936 eingestellt werden mussten.
… beginnt mit Hitlers Erklärung „die Frage der Wiedergewinnung deutscher Macht“ laute: „Wie erzeugen wir den Geist, der ein Volk befähigt, Waffen zu tragen.“ Mein Kampf, 395 Die Autoren: „Diese Frage ist im Dritten Reich beantwortet.“ (51). In elf Subkapiteln beschreiben sie, wie in den ersten dreieinhalb Jahres des NS-Regimes die Erziehung der Jugend und die Wissenschaft dem Krieg dienen, wie „Der Beamtenapparat kriegsfertig“ gemacht wurde, wie Literatur, Presse und Rundfunk in den „Dienst der Kriegsvorbereitung“ gestellt wurden. [TEXT] Auch beschreiben sie in zwei Tabellen und einer Graphik, in welch „gigantischen Umfang“ das Dritte Reich die Rundfunksender verstärkt und ein weltweites Kurzwellensendernetz aufgebaut hat. Alles mit einem Ziel: „Hitler über Europa“. Die Frankfurter Zeitung vom 18. Juni 1933 zitierte Goebbels:
Die Kampfansage Hitlers an den demokratischen Staat ist nur der Auftakt. Am Ende der Entwicklung wird ein nationalsozialistisch gegliedertes Europa stehen!
Das dritte Kapitel (89–109) beschreibt „Die Allmacht der Gestapo“,
deren Kerntruppe rund 50.000 Mann stark ist, ausgesiebt aus den
Das Kapitel endet mit dem Subkapitel Unter der Hitler-Regierung wurden und werden deutsche Männer und Frauen massenweise ohne Gerichtsverfahren in Konzentrationslagern eingekerkert, misshandelt und ermordet. Darin heißt es: „Die Konzentrationslager des Dritten Reiches […] sind Marterhöllen, konzentrierter Sadismus, Vorhöfe des Wahnsinns und des Todes. Geschichtliche Skandale wie die Dreyfus-Affäre, die Ermordung von Jean Jaurés, die Hinrichtung von Sacco und Vanzetti werden von der Schande und Grausamkeit der deutschen Konzentrationslager tausendfach übertroffen.“ (109)

### Die Legalisierung des Terrors
Kapitel 4 beschreibt auf 53 Seiten die Beseitigung des Rechtsstaates durch das NS-Regime, die Gleichschaltung der Gerichtsbarkeit, die Verschärfungen des Strafrechts, die Aushebelung des römischen Grundsatzes Nulla poena sine lege, die Verankerung des Führerprinzips und des gesunden Volksempfindens in Gesetz und Rechtsprechung.
[…]
Die Seiten 196 bis 203 befassen sich mit der Profession der Rechtsanwälte, die nunmehr „nicht Verteidiger der Angeklagten, sondern Organe des Gerichts“ sind, mit dem Ausschluss jüdischer und politisch unliebsamer Anwälte, mit der Ermordung von elf Anwälten und mit desavouierendem Handeln nationalsozialistischer Anwälte gegen Angeklagte, die sie eigentlich verteidigen sollten.

### Eine Statistik des Grauens
Auf den Seiten 221 bis 324 versuchen die Autoren, „Verheimlichung“, „Verschleierung“ und „Fälschung der Statistiken“ durch die Nationalsozialisten zu korrigieren und einen möglichst umfassenden Befund der Schreckensherrschaft des NS-Regimes bis zum Sommer 1936 zu erarbeiten:
- 225.000 Verurteilungen aus politischer oder religiöser Überzeugung zu 600.000 Jahren Zuchthaus oder Gefängnis während der Hitler-Regierung.
- Darin nicht berücksichtigt Untersuchungshaft, sogenannte Schutzhaft und Konzentrationslager.
- Mindestens 135.000 politische Häftlinge per Ende Mai 1936.
- Rund eine Million Verhaftungen aus politischen, religiösen oder rassischen Gründen.
- Zwischen 120.000 und 130.000 deutsche Bürger ins Exil getrieben.
- 133 Ausbürgerungen und Widerruf von 25.000 Einbürgerungen früherer Jahre.

## Die französischen Ausgaben
Im Februar 1937 erschien – im schwarzen Einband mit weißer Schrift – die französische Ausgabe des Buches, ebenfalls in der Edition du Carrefour, Paris VI. Sie trug den Titel „Le peuple allemand accuse“ und den neuen Untertitel „Appel à la conscience du monde“ [Appell an das Gewissen der Welt]. Im Vorwort schrieb Romain Rolland über das Buch: „Sie werden sich überzeugen können, dass die Unterjochung Deutschlands, dass die Kreuzigung seiner besten Menschen, der erste Schritt in die Richtung der Verwirklichung der ausgedehnten Pläne der Beherrschung und Unterwerfung der Welt durch das Dritte Reich ist.“ Unmittelbar nach dem Erscheinen rezensierten Pariser Publikationen, wie L’Humanité, L’Ère nouvelle oder Les Annales politiques et littéraires, das Buch beifällig und würdigten „diese umfassende Aufdeckung der erschreckenden Bilanz des deutschen Schreckensregimes betroffen“. Die erste Auflage war dank der gewerkschaftlichen Bemühungen um das Buch rasch vergriffen, eine zweite Auflage folgte 1938.
2009 erschien, herausgegeben von der Association des Amis de la Fondation pour la Mémoire de la Déportation, die erste französische Neuauflage seit 1938, um mittels Verteilung in Schulen und Bibliotheken „der nachfolgenden Generation den Zugang zu den Tatsachen zu ermöglichen, das Grauen im Gedächtnis zu bewahren und den Tendenzen der Verharmlosung dieses Teils dunkelster deutscher Geschichte entgegenzuwirken“.

## Reprint von 2012
Die Tochter des Hauptautors, Katharina Schlieper, fungierte als Herausgeberin der ersten deutschen Neuauflage des Buches nach dem Ende des NS-Regimes. Sie erschien 2012 im Laika-Verlag und nannte auf der Innentitelseite erstmals die Autoren. Es handelt sich nicht um einen Reprint im klassischen Sinne, da das Buch neu gesetzt wurde und um eine Reihe von Artikeln ergänzt wurde. Zu Beginn des Buches wurde ein erweiterter Artikel von Lionel Richard aus Le Monde diplomatique (Mai 2010), ein Vorwort der Herausgeberin und das Vorwort der französischen Originalausgabe von Romain Rolland in deutscher Übersetzung eingefügt. Am Ende des Buches wurden Nikolaus Brauns’ Artikel Propaganda als Berufung. Der rote Manager Willi Münzenberg und Biographische Angaben zu Maximilian Scheer angefügt. In ihrem Vorwort wünschte die Herausgeberin, die hauptberuflich als Systemische Familientherapeutin tätig ist, „Achtsamkeit gegenüber allen Nuancen der Ausgrenzung, Willkür und andere neofaschistischen Haltungen in Gegenwart und Zukunft, angesichts des Terrors einer Zeit, deren Folgen noch immer nicht der Vergangenheit angehören.“

## Zitat
„Mich selber traf das Schreiben und Redigieren des Buches so tief, dass es mir unmöglich wurde, ein anderes geschriebenes oder gefilmtes Werk ähnlichen Stoffes zu lesen oder zu sehen.
In der Hölle brennt man. Der alte Aberglauben bekam für mich neuen Sinn.“

## Ausgaben
- Das deutsche Volk klagt an: Hitlers Krieg gegen die Friedenskämpfer in Deutschland. Ein Tatsachenbuch. Éditions du Carrefour, Paris 1936. (Erstausgabe)
- Le peuple allemand accuse – Appel à la conscience du monde. Französischsprachige Originalausgabe, Vorwort Romain Rolland, Éditions du Carrefour, Paris, Februar 1937. Zweite Auflage 1938 im selben Verlag.
- Reprint der französischen Ausgabe, Paris 2009.
- Das deutsche Volk klagt an: Hitlers Krieg gegen die Friedenskämpfer in Deutschland. Ein Tatsachenbuch. Hg. Katharina Schlieper, Vorwort Romain Rolland (der französischen Ausgabe 1937) und Lionel Richard, Laika-Verlag, Hamburg 2012, ISBN 978-3-942281-20-1.

## Besprechungen
- Peter-Alexis Albrecht: Entfesselte Mörderbande, Deutschlandradio Kultur, 15. Juli 2012
- Kurt Schilde: Dieses Buch will dem Frieden dienen, Zur Neuausgabe der 1936 im Pariser Exil veröffentlichten Dokumentation „Das deutsche Volk klagt an“, Literaturkritik.de, 28. Juni 2012
- Karlen Vesper: Ein aufklärendes Feuerwerk, Die antifaschistische Dokumentation »Das deutsche Volk klagt an« und ihre unverhoffte Wiedergeburt, Neues Deutschland, 14. April 2012, abgerufen am 25. Dezember 2016